# 桃園高榮野生動物保護區
24°56′4″N 121°10′37″E / 24.93444°N 121.17694°E
桃園高榮野生動物保護區位於中華民國桃園市楊梅區高榮里，為依據《野生動物保育法》公告之野生動物保護區及野生動物重要棲息環境。
保護區為一處面積1.11公頃的人造埤塘，該地原是台灣自來水公司為因應石門水庫可能受到的戰爭破壞而於1961年完工的731號埤塘，但終未使用。

## 保育價值
2001年起，臺北市立動物園的調查及觀測結果發現該處有穩定數量的台北赤蛙，具保育價值，至2008年劃定731號水池1.11公頃之範圍為保護區。行政院農業委員會先於2011年公告此地為野生動物重要棲息環境，桃園縣政府再於2012年3月公告為野生動物保護區，在北投石自然保留區公告成立前，為臺灣最小的自然保護區域，也是桃園首座被劃設為保護區的埤塘。
保護區內的台北赤蛙與臺灣其他地區的台北赤蛙基因不同，具生態演化意義，區域內還有長腳赤蛙、虎皮蛙等蛙類及多種爬蟲類生物。至2012年，保護區內的赤蛙數目從2005年左右的每晚百隻以上，降至每晚十六隻左右。桃園縣政府對此不開放保護區，待赤蛙數量穩定後，將再結合周遭環境作進一步規劃。